# José Martín Félix de Arrate y Acosta
José Martín Félix de Arrate y Acosta   (l'Havana, 14 de gener de 1701 - 23 d'abril de 1765) va ser un polític i és considerat com el primer historiador cubà.
Va fer els estudis superiors a Mèxic, on es va graduar d'advocat. Va ocupar diferents càrrecs municipals a la seva ciutat natal. Va ser un dels que més van treballar durant el setge de l'Havana el 1762, oferint la seva persona i béns en servei de la pàtria.
Va escriure una notable història de l'Havana amb el títol Llave del Nuevo Mundo y Antemural de las Indias Orientales, que s'imprimí el 1830, obra notable (malgrat alguns errors i anacronismes), ja que està escrita en un estil molt correcte i se la cita amb preferència en quants llibres tracten de les antiguitats de Cuba. Més el 1828 José Antonio Saco a Nova York en la seva revista Missatger Setmanal, ja havia donat a conèixer l'obra de l'historiador Arrate i havia publicat algun dels seus escrits més notables.
A més, va escriure, la Habana Descripta, una comèdia i diverses poesies que han desaparegut. Usà el pseudònim de Joseph Martyn Félix.